# Kirchheim im Innkreis
Kirchheim im Innkreis è un comune austriaco di 718 abitanti nel distretto di Ried im Innkreis, in Alta Austria.